# Jonathan Pollard
Jonathan Jay Pollard (Galveston, Texas, Estats Units, 7 d'agost de 1954) és un ex analista civil d'intel·ligència de la Marina dels Estats Units que va ser condemnat per espiar per a Israel.
Pollard va renunciar al dret a judici com a part d'un tracte per declarar-se a ell i a la seva esposa culpables, per la qual cosa va ser condemnat per unanimitat a cadena perpètua el 1987, amb recomanació de no atorgar-li llibertat condicional. Va ser empresonat en la penitenciària federal en Marion, Illinois a confinament en solitari per set anys, i després va ser transferit a la institució penitenciària federal de Butner en Carolina del Nord. Pollard té el nombre de l'Agència Federal de Presons 09185-016.
Israel li va concedir a Pollard la ciutadania el 1995, però va negar públicament que fos un espia israelià fins a 1998.
El 20 de novembre de 2015 va ser alliberat.

## Espionatge
Poc després que Pollard comencés a treballar en el Naval Criminal Investigative Service va conèixer a Aviem Sella, un veterà combatent de la Força Aèria Israeliana qui era en aquest temps un estudiant graduat a la Universitat de Nova York, amb llicència de la seva posició com a coronel. En pocs dies, al juny de 1984, Pollard va començar a passar informació classificada a Sella i va rebre a canvi un diamant i un anell de safir i $10.000 en efectiu. També va acceptar rebre $1.500 per mes a canvi de seguir amb l'espionatge.
Es diu que, a més d'Israel, Pollard va passar informació classificada a Sud-àfrica i va intentar per un intermediari vendre informació classificada al Pakistan en múltiples ocasions; no obstant això, aquestes afirmacions mai van arribar a judici.
La completa extensió de la informació que va donar a Israel encara no ha estat oficialment revelada. Segons Pollard, solament va donar informació sobre amenaces de míssils de l'Iraq a Israel. Informes periodístics citen un memoràndum secret de 46 pàgines, que Pollard i els seus advocats van tenir permís de veure. Van ser proveïts al jutge pel Secretari de Defensa dels Estats Units Caspar Weinberger, qui va descriure l'espionatge de Pollard que va incloure, entre altres coses, obtenir i copiar l'última versió de les Ràdio-Signal Notations, un manual de 10 volums que detallava la xarxa de vigilància electrònica global dels Estats Units. Una teoria del dany infligit per Pollard és que va comprometre els esforços de la intel·ligència nord-americana en senyals al voltant del món en revelar la penetració nord-americana de mòduls criptogràfics venuts al voltant del món per a ús oficial.

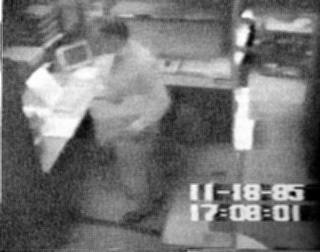
Video de vigilància que filma a Pollard robant documents classificats.

La rutina de Pollard consistia a reunir documents durant la setmana. Tenia diversos portafolios grans idèntics brindats pels israelians que usaria per extreure material del treball. Després, transferiria els documents a maletes, algunes vegades mentre estava en el seu automòbil. Al final de la setmana, deixaria els documents amb els israelians perquè fossin copiats. En acabar el cap de setmana, Pollard recuperava els documents que necessitava retornar, juntament amb les ordres de quin tipus d'informació havia d'aconseguir per a la setmana vinent. A vegades, els israelians demanaven documents específics per nombre, la qual cosa suggereix que Pollard no era l'únic agent que els proveïa il·legalment d'informació. Però el mateix Pollard ha descartat aquesta afirmació, en demostrar que els analistes d'intel·ligència israeliana revisaven les llistes de referència de documents que ja havien rebut i modificaven els nombres de documents per identificar les edicions revisades o més fortament classificades.
Ron Olive, l'agent a càrrec de la contraintel·ligència de la NIS per a l'època de l'arrest de Pollard, va publicar un llibre sobre el cas en 2006. Olive dijó a la BBC que l'incident va ser "un dels més devastadors casos d'espionatge en la història dels Estats Units" durant el qual Pollard va robar més de "un milió de documents classificats".
Les declaracions i sancions en contra seva han causat gran controvèrsia a Israel, ja que s'afirma que passen per alt que la majoria de la informació que Pollard proporciono a Israel era necessària per a la seguretat vital d'aquest país que pel que sembla certs establiments als Estats Units es reservaven, obstaculitzant el Memorandum d'Enteniment de 1983 subscrit entre Estats Units i Israel.
Pel que sembla la informació amagada a Israel incloïa, entre altres coses, dades sobre capacitat balística dels països àrabs veïns.
Addicionalment, Pollard mai va ser acusat de traïció, la qual cosa és un càrrec que solament s'aplica quan s'espia per a un estat enemic en temps de guerra, per la qual cosa va ser acusat d'un càrrec: passar informació classificada a un aliat, sense voler danyar als Estats Units.
Un altre tema que ha causat revolada és que ningú més en la història dels Estats Units va rebre una cadena perpètua per passar informació a un aliat -sol Pollard. Algunes fonts afirmen que les acusacions del govern dels Estats Units en relació al fet que Pollard va proporcionar a Israel "centenars de milers de documents" a Israel, és falsa, ja que la fórmula que el govern va usar per exagerar el volum d'informació que Pollard pas a Israel era: si solament una pàgina o sentència era passada als israelians, era explicada com si tot un document sencer era transmès. Encara referències a documents i fonts eren explicats com havent-se transmesos en total. Usant aquest càlcul, una sola pàgina s'explicava com a infinitat de volums.
El 12 de maig de 1998, a la mateixa declaració en la qual el Govern d'Israel accepto públicament a Jonathan Pollard com un agent Israelià, i accepto responsabilitat completa per ell, i va indicar la seva pretensió d'advocar per la seva llibertat i la seva repatriació a Israel, però el govern de Barack Obama s'havia negat a això.
El 20 de novembre de 2015 va ser alliberat.